# Кокин Брод
Кокин Брод је варошица у општини Нова Варош од које је удаљена 11 km, место на којем је пре више од пола века преграђена река Увац.

## Географија
Налази се на надморској висини од 849 м. У варошици има око 200-350 становника и она се састоји из доње и горње колоније. Кокин Брод је и име за брану на вештачком Златарском језеру, изграђеној 1960-их година 20. века. Језеро је дугачко око 25 km, а дубоко око 80 m.
Кокин Брод се налази на идеалном равничарском месту, на готово пола пута између Златибора и Златара ушушканом између брда са једне и Златарског језера са друге стране ког надлећу небески чувари Белоглави супови.
Кокин Брод поседује изузетан туристички потенцијал због свог географског положаја тј. свог поменутог окружења и идеалан је за одмор.
Место у којем је пре више од пола века преграђен Увац, средокраћа пута од Београда за јужни Јадран и раскрсница путева који од магистрале воде за Прибој и преко Муртенице за Ивањицу представља нову оаза на туристичкој мапи Западне Србије.
Кокин Брод је једно од најлепших насељених места у Србији а сакупљена река Увац код Кокиног Брода највеће водено огледало на Златарском језеру које је права оаза викендаша и кампера који уживају у чарима Кокиног Брода и Златарског језера.

## Историја Кокиног Брода
У време градње хидроенергетског система на Увцу крајем педесетих година 20. века Кокин Брод се налазио на месту где је данас Златарско језеро или језеро Кокин Брод.
Насеље је тада имало основну школу, задружни дом, полицијску станицу, позориште, пошту, две продавнице, хотел, пекару, стадион, стругару, гробље.
До потапања Кокин Брод је био центар живота околних села.
Кокин Брод је имао два моста – Увачки, на старом путу за Ужице, узводно од садашњег и дрвени мост испод кривина у Кокића странама, на „краљевом путу“ (или банском путу), оном што је водио од Ужица, преко Љубиша, Беле Реке, Јасенова.
Према подацима из књиге „Хидроелектране Кокин Брод – Бистрица“ са изградњом ХЕ у сливу Лима отпочело се 1953. године. Крајем 1959. године произведени су први киловати електричне енергије у ХЕ „Бистрица“, а годину дана касније у ХЕ „Кокин Брод“. Кокин Брод је потопљен 1960-их година 20. века.

## Хидроелектрана Кокин брод
Брана Кокин брод дужине 1260 m је једна од најдужих насутих земљаних брана у Европи. Изградња тунела дужег од 8 km и цевовода дужине 1350 m и данас би са савременом механизацијом и технологијом грађења представљала значајан грађевински подухват.
Хидроелектрана Кокин Брод је прибранског типа, висине 83 м и снаге 22,5 мегавата са укупним инсталисаним протоком од 43 m³ у секунди. Турбина ради са 375 обртаја у минути. Укупна запремина акумулације је 250 милиона кубних метара, а корисна запремина 210 милиона кубних метара са максималним енергетским садржајем акумулације од 250 гигават часова, на систему Кокин Брод-Бистрица.